# الطراد الألماني الأدميرال جراف شبي
الأدميرال جراف شبي هو طراد من فئة الطرادات الثقيلة دويتشلاند (سفينة مسلحة) أطلق عليها البريطانيون لقب «سفينة حربية جيب pocket battleship»، وسماها الألمان بانزر شيف Panzerschiff أي السفينة المدرعة، خدمت في بحرية ألمانيا النازية كريغسمارينه خلال الحرب العالمية الثانية. لها سفينتين شقيقتين من نفس فئتها هما دويتشلاند وأدميرال شير الذين يصنفو جميعا كطارادات ثقيلة في عام 1940. مع بدء معارك الحرب العالمية الثانية في شهر سبتمبر عام 1939أرسلت لتُهاجم قوافل السفن التجارية في منطقة جنوب المحيط الأطلسي، وعلى مدى ثلاثة أشهر أذاقت قوافل سفن بريطانيا والحلفاء الأمرّين؛ حتى تَرَبّص لها الأسطول الملكي البريطاني.
سميت السفينة على اسم الأدميرال ماكسيميليان فون سبي، قائد أسطول شرق آسيا الألماني الذي خاض معارك كورونيل وجزر فوكلاند، حيث قتل في خلال خدمته في الحرب العالمية الأولى. بدأ العمل على الطراد جراف شبي في قلعة صناعة وتمركز السفن البحرية الألمانية قبل وخلال الحرب العالمية الثانية كريكسمارينفيفت في فيلهلمسهافن في أكتوبر 1932 وانتهي من العمل عليها بحلول يناير 1936. وفي يناير 1936  انضمت الجراف شبي للاسطول الألماني واصبحت جاهزة للانطلاق، السفينة كانت اسميا ووفقا لدفاتر الالمان المخادعة اقل من 10,000 طن، احتراما لمعاهدة فرساي والقيود التي وضعتها علي السفن الحربية بينما كانت الجراف شبي تصل الي 16,280 طن، فكانت متجاوزه وبشكل كبير لكل القيود، وكانت مسلحة بست مدافع عيار 11 أنش ببرجين، وبني الجراف سبي وبقية اشقائه في فئته بحيث يستطيع ان يلحق بأي سفينة يقوم بمطاردتها، فكانت سرعتها القصوى تصل الي 28 عقدة وهو مايساوي 52 كم/س، متفوقه بذلك علي معظم سفن الاسطول البحري الإنجليزي والفرنسي معا.
أجري الطراد جراف شبي خمس دوريات "عدم تدخل" - أي لا تدخل في سير القتال " خلال الحرب الأهلية الإسبانية مابين الاعوام 1936: 1938 وشاركت في الاستعراض الخاص بتتويج الملك جورج السادس ملك إنجلترا في مايو 1937، وقبل اندلاع الحرب العالمية الثانية بقليل نشرتها قيادة القوات البحرية الألمانية في جنوب المحيط الاطلسي لتكون جاهزة للعمل في الممرات البحرية التجارية بمجرد اندلاع الحرب التي يخطط لها الالمان. تم نشر الأدميرال جراف سبي في جنوب المحيط الأطلسي في الأسابيع التي سبقت اندلاع الحرب العالمية الثانية، ليتمركز في الممرات البحرية التجارية بمجرد إعلان الحرب. وبين سبتمبر وديسمبر من العام 1939 اغرقت الجراف شبي تسعة سفن بأجمالي حمولات 50,089 طن، قبل ان تواجه ثلاثة طرادات بريطانية دفعة واحدة في معركة ريفر بلايت في 13 ديسمبر 1939، حيث قامت الجراف سبي بتوجيه ضربات قاسمة للقطع البريطانية الثلاث، ولكن فجأة انسحبت الجراف سبي من المعركة، ظن القائد البريطاني ان الامر مجرد خدعة وتتبع الطراد الألماني بحذر حتي وجده قد رسي في ميناء مونتيفيديو، وهناك في مونتيفيديو لعب دبلوماسي بريطاني دورا هاما بل وحاسما، وخدع به القبطان الألماني هانس لانغسدورف.

## التصميم
صممت الجراف شبي لتكون بطول 186م أي مايعادل 610 قدم، بعرض 21.65م أي مايعادل 71 قدم، بازاحة تصل الي 16.020 طن ضاربة بمعاهدة فرساي عرض الحائط، كان لها 4 محركات من نوع MAN-9 وهي محركات ديزل بقوة 54 الف حصان، أي مايعادل 40 الف كيلو وات، وعند السير بسرعة 20 عقدة في الساعة أي مايساوي 37 كم/س فأن مدي السفينة يصل الي 8,900 ميل بحري، ويشغلها طاقم مكون من 33 ضابط و 586 بحار، ولكن بداية من العام 1935 زاد طاقمها بصورة كبيرة الي 30 ضابط وبين921 إلى 1040 بحار.
سلحت بستة مدافع من نوع SK C/28 عيار 11 أنش، وكانت تمتلك ثمانية بطاريات ثانوية من نفس النوع السابق ولكن عيار 5.9 أنش، وللدفاع الجوي سلحت بمدافع L/45 استبدلت عام 1935 بست مدافع طراز L/78، ثم استبدلت مرة ثالثة بمدافع L/65، واربعة مدافع 1.5 أنش، وعشرة مدافع 0.79 أنش، كما امتلكت قاذفين للطوربيدات كل قاذف يحوي أربعة انابيب وضعوا علي سطح السفينة. وبمنجنيق وضع علي سطحها امتلكت طائرة برمائية استخدمتها في عمليات رصد اهدافها من طراز AR 196 
كان التسليح الرئيسي للأدميرال جراف شبي من ستة مدافع كما حملت السفينة زوجًا من أربعة مدافع من عيار 53.3 سنتيمتر (21.0 بوصة) كقاذفات طوربيد محمولة على سطح السفينة وضعت في المؤخرة. 
درعت بحزام مدرع بسمك 100 مليمتر (3.9 بوصة)؛ ودرع سطح السفينة العلوي بسمك 17 مليمتر (0.67 بوصة) بينما درع سطح السفينة الرئيسي بسمك 45 إلى 70 مليمتر (1.8 إلى 2.8 بوصة). وصفحت أبراج البطارية الرئيسية بسمك 140 مليمتر (5.5 بوصة) 80ملم  من الجانبين.أمتلكت طائرة برمائية استخدمتها في عمليات رصد اهدافها من طراز أرادو هارون 196 المجنقة.  نوع الرادا من Seetakt؛  كانت أول سفينة حربية ألمانية مزودة بمعدات الرادار. 

## التاريخ القتالي للجراف شبي
طلبت الرايخ مارين بناء الأدميرال جراف شبي من حوض بناء السفن كريكسمارينفيفت في فيلهلمسهافن.  طلبت الأدميرال جراف شبي كإرساتز براونشفايج لتستبدل السفينة الحربية الاحتياطية برونزويك التي خدمت منذ عام  1902 وخرجت من الخدمة عام 1932. وضعت عارضتها في 1 أكتوبر 1932،  تحت رقم الإنشاء 125.  تم إطلاق السفينة في 30 يونيو 1934؛ فوم تعميدها من قبل ابنة الأميرال ماكسيميليان فون شبي لتحمل السفينة أسمها.  اكتملت بعد عام ونصف في 6 يناير 1936، وهو اليوم الذي تم فيه تكليفها في الأسطول الألماني. 
قضت الأدميرال غراف سبي الأشهر الثلاثة الأولى من حياتها المهنية في إجراء تجارب بحرية واسعة النطاق للتأكد من تمام الجاهزية والاستعداد تحت قيادة القبطان الأول للسفينة كونراد باتزيغ. تم استبداله في عام 1937 ب Walter Warzecha.  بعد انضمامها إلى الأسطول، أصبح الأدميرال غراف شبي السفينة الرائدة في البحرية الألمانية.  في صيف عام 1936، بعد اندلاع الحرب الأهلية الإسبانية، انتشرت في المحيط الأطلسي للمشاركة في دوريات عدم التدخل قبالة سواحل إسبانيا الذي يسيطر عليه الجمهوريون. بين أغسطس 1936 ومايو 1937، أجرت السفينة ثلاث دوريات قبالة سواحل إسبانيا.  في رحلة العودة من إسبانيا، توقف الأدميرال جراف شبي في بريطانيا العظمى لتمثيل ألمانيا في تتويج الملك جورج السادس في 20 مايو في سبيثيد. 
بعد الانتهاء من الاستعراض، عادت الجراف شبي من جديد الي اسبانيا لتقوم بأربع دوريات جديدة، واشتركت أيضا في مناورات اجراها الاسطول الألماني وزيارة قصيرة الي السويد وفي فبراير 1938 اجرت الجراف سبي دورية خامسة واخيرة، وفي العام نفسه 1938 وصل الادميرال هانز لانجسدورف أحد ابرز واكفء ضباط البحرية الألمانية ليتولي قيادة الجراف شبي، وفي هذا العام أجري القائد الجديد العديد من الزيارات الي الكثير من المؤاني في مختلف انحاء العالم، منها ماكان في المحيط الاطلنطي وأسبانيا والمغرب، ومناورة ضخمة في المياة الألمانية، واحتفالات ضم ميناء كلايبيدا الي ألمانيا - يتبع ليتوانيا الآن -، وعموما أمضت الجراف شبي هذا العام وهي تتنقل.  ومراجعة أسطول على شرف الأدميرال ميكلوس هورثي. بين 18 أبريل و 17 مايو 1939، أجرت رحلة بحرية أخرى في المحيط الأطلسي، وتوقفت في موانئ سبتة ولشبونة.  في 21 أغسطس 1939، غادر الأدميرال غراف شبي فيلهلمسهافن، متجهًا إلى جنوب المحيط الأطلسي. 

### الحرب العالمية الثانية
في أعقاب اندلاع الحرب بين ألمانيا والحلفاء في سبتمبر 1939، أمر أدولف هتلر البحرية الألمانية ببدء غارات تجارية ضد حركة تجارة الحلفاء. أجل هتلر إصدار الأمر حتى أصبح من الواضح أن بريطانيا لن توافق على معاهدة سلام بعد فتح بولندا. أصدرت تعليمات للأدميرال جراف شبي بالالتزام الصارم بقواعد واضحة لا اشتباك الا في اضيق الظروف، والتي تطلب من المغيرين إيقاف وتفتيش السفن بحثًا عن البضائع المهربة قبل إغراقها، وضمان إخلاء أطقمها بأمان. تلقى لانغسدورف الأمر بتجنب القتال، حتى مع الخصوم الأقل شأناً، وتغيير الموقف بشكل متكرر.  في 1 سبتمبر، ألتقى الطراد بسفينة ألتمارك جنوب غرب جزر الكناري. لتلقي الامدادات مثل إعادة التزود بالوقود والحصول علي المعدات والمؤن. 
يوم 11 سبتمبر، في حين لا يزال نقل الإمدادات من السفينة ألتمارك جاريا، رصدت الأدميرال غراف شبي باستخدام الطائرة البحرية حاول الطراد البريطاني الثقيل أتش أم أس كمبرلاند ألأقتراب من السفينتين الألمانيتين. أمر لانغسدورف السفينتين بالمغادرة بسرعة عالية، فهربتا بنجاح من الطراد البريطاني.  في 26 سبتمبر، تلقت السفينة أخيرًا أوامر تخوّلها شن هجمات على قوافل الحلفاء التجارية.
مرت أربعة أيام، واصبحنا في الثلاثين من سبتمبر حيث نجحت الجراف شبي في اغراق أول اهدافها قبالة سوحل البرازيل حيث قامت سفينة الشحن بإرسال إشارة "RRR" («أنا أتعرض لهجوم») قبل أن يأمرها الطراد بالتوقف. أسر قبطان السفينة وكبير المهندسين لكنه ترك بقية طاقمها لاخلائها والذهاب لقوارب النجاة.  ثم أطلقت جراف شبي 30 طلقة من مدفعيها عياري 28 سم و15سم وطوربيدين على سفينة الشحن التي غرقت.  أمر لانغسدورف بإرسال إشارة استغاثة إلى المحطة البحرية في بيرنامبوكو لضمان إنقاذ طاقم السفينة. أصدر الأدميرال البريطاني على الفور تحذيراً إلى سفينة الشحن التجارية مفادها يوجد هناك في المنطقة سفن ألمانية.  وصل الطاقم البريطاني لاحقًا إلى الساحل البرازيلي لانتشال قوارب النجاة الخاصة بهم وانقاذهم. 
في 5 أكتوبر، شكلت القوات البحرية البريطانية والفرنسية ثماني مجموعات لتعقب الأميرال جراف شبي في جنوب المحيط الأطلسي. تضم المجموعة حاملات الطائرات البريطانية أتش أم أس هيرمس وحاملة الطائرات الفرنسية بيارن والطراد البريطاني رينون والبارجة الفرنسية Dunkerque وStrasbourg و16 طراد لمطاردة واغراق الجراف سبي في جنوب المحيط الاطلسي.  وشكلت القوة جي كما سميت بقيادة الادميرال السير هنري هاروود هاروود، الذي سيكون له دورا كبيرا وحاسما في ملحمة الجراف شبي، اتجه السير هنري هاروود بقواته للساحل الشرقي لامريكا الجنوبية. 
في نفس اليوم الذي تم فيه تشكيل مجموعات الصيد الأنجليزية-الفرنسية، استولى الأدميرال جراف شبي على سفينة بخارية نيوتن بيتش. بعد يومين، صادفت وأغرقت السفينة التجارية Ashlea. في 8 أكتوبر، في اليوم التالي، أغرقت نيوتن بيتش،  التي كانت تستخدم لإيواء السجناء الذين اسرتهم الادميرال شبي.  كانت نيوتن بيتش بطيئًة جدًا في مواكبة سرعة الأدميرال جراف شبي، وهكذا تم نقل السجناء إلى الطراد شبي نفسه. في 10 أكتوبر، استولت على السفينة البخارية هنتسمان، التي لم يرسل قبطانها إشارة استغاثة حتى اللحظة الأخيرة، حيث كان في بداية الامر يعتقد أن الجراف شبي ماهي الا سفينة حربية فرنسية، ولكن لم يأتي أحد لانقاذه. في 15 أكتوبر كان موعد اللقاء الثاني بين الجراف سبي وسفينة امدادها التمارك لتتزود بالوقود والحصول على الامدادات والمون ونقل الاسري الي سفينة الامداد، وفي الصباح التالي التقت الهانتسمان بالسفينتين حيث كان من غير الممكن استيعاب طاقم الهانتسمان علي متن الجراف شبي فتم تأخير النقل الي هذا الميعاد وفي ليلة السابع عشر من أكتوبر اصدر الادميرال لانغسدورف أمر الإعدام فأغرقت الجراف شبي ضحيتها هانتسمان، وتتسارع الاحداث ونصل الي 22 أكتوبر حيث تكون تريفانيون هي الضحية الجديدة للجراف شبي. 
مع نهاية شهر أكتوبر ناور لانغسدورف بشكل رائع حيث أبتعد عن مركز عملياته وأتجه الي المحيط الهندي جنوب مدغشقر.  يهدف من وراء ذلك الي خلط اوراق الحلفاء وعدم امكانية توقع نواياه، وبحلول ذلك الوقت، كانت الجراف شبي قد طافت مايقارب من 30 الف ميلا بحريا أي مايعادل 56 الف كم، وأصبحت في حاجة ماسة الي اصلاح شامل للمحرك، وفي 15 نوفمبر وعلى الرغم من عيبها الواضح نجحت في اغراق سفينة الامداد بالوقود شل أفريقيا. 

#### معركة ريفر بلايت
في الساعة 5:30 من صباح يوم 13 ديسمبر 1939، لاحظ طواقم أخيل واياكس دخانا يصعد الي عنان السماء، لقد كانت الجراف شبي تسحق الطراد الثقيل أكستر الذي كان جزء من إحدى مجموعات المطاردة التي تتكون من ثلاثة طرادات تابعة للبحرية الملكية البريطانية وهما الطرادين أجاكس وأكيلس وتم الاشتباك قبالة مصبّ نهر لابلاتا قرب سواحل الأرجنتين والأوروجواي في أمريكا الجنوبية. أصيب الطراد البريطاني إكستر، إصابات بالغة أثناء المعركة، أجبرت طاقمه على الخروج به من القتال؛ أما الطرادين أجاكس وأكيلس فقد أصيبا بإصابات متوسطة؛ في حين أصيبت السفينة «جراف شبي» إصابات غير بالغة؛ ولكنها كانت كفيلة بتعطيل نظام الوقود الخاص بها.  أدرك لانجسدروف بعد أن تورط في المعركة انه في مواجهة ثلاثة طرادات، أمر بتشغيل محركات الديزل بأقصي طاقة واغلق سرب العدو بسرعة 24 عقدة، على أمل ان يتفوق على السفن البريطانية التي تعمل بالدفع البخاري، يدرك لانجسدروف جيدا ان الطرادات البريطانية اسرع من الجراف شبي بما يعادل 4:6 عقد أي مايساوي 7.4: 11 كم/س لكن مدافعه أكبر 11 انش: 280 مم، وأطول مدي، وانه لكي يبقي بعيدا عن متناولها يجب ان يستخدم تكتيكات بمدافعه الأكثر قدرة.
في تمام 6:38 لم يكن في مقدور الجراف سبي اصلاح نظام الوقود بها وزاد الامر تعقيدا نيران القطع البريطانية، اصابت نيران البريطانيين ثلثي مدافعها المضادة للطائرات واصبحت غير صالحة للعمل، فضلا عن واحد من ابراجها الثانوية، ولم يكن لدي لانجسدروف قواعد بحرية صديقة للجوء اليها ولا وجود لاي وحدة ألمانية تعزز موقف سفينته، أصبحت الجراف سبي في مأزق وهي لاتستطيع الإبحار فقرر لانجسدروف ان يلجأ الي الميناء المحايد مونتيفيديو. تتبع الطرادان أجاكس وأكيلس السفينةَ الألمانية حتى دخلت ميناء مونتفيديو (عاصمة دولة أوروجواي المحايدة) لإجراء إصلاحات عاجلة، كانت السفينة تحتاج 14 يوماً للإصلاح؛ لكن سلطات أوروجواي وتحت ضغط من الحكومة البريطانية، أبلغت قائد السفينة الألمانية الكابتن هانس لانغسدورف بأنه لا يستطيع أن يمكث في الميناء أكثر من 72 ساعة، كان لانغسدورف يخشى الهزيمة والوقوع في أسر البريطانيين بسفينته وجنوده.
ظن لاندلوف أن الطرادين الخفيفين كانا يهاجمان بالطوربيدات، وانطلقا تحت غطاء الدخان.  فترة الراحة سمحت لإكستر بالانسحاب من العمل؛ حتى الآن، ما زالت واحدة من أبراج سلاحها تعمل، وقد خسرت 61 قتيلًا فضلا عن 23 جريح من أفراد الطاقم .  في حوالي الساعة 7:00، عادت إكستر إلى الخدمة، فأطلقت النار من برجها بشدة. أطلق عليها النار الأدميرال غراف سبي مرة أخرى، وسجل المزيد من الغارات، وأجبر إكستر على الانسحاب مرة أخرى، هذه المرة مع قائمة إلى الميناء. في الساعة 07:25، حقق الأدميرال غراف سبي نجاحًا كبيرًا في أياكس، مما أدى إلى تعطيل الأبراج الخلفية لها.  توقف الجانبان عن العمل، حيث تراجع الأدميرال جراف سبي إلى مصب نهر ريفر، بينما ظلت طرادات هاروود المضطربة بالخارج لمراقبة أي محاولات اندلاع محتملة. خلال الاشتباك، أصيب الأدميرال جراف سبي حوالي 70 مرة؛ قُتل 36 رجلاً وجُرح 60 آخرون،  بينهم لانجسدورف، الذي أصيب مرتين بشظايا أثناء وقوفه على الجسر المفتوح. 

#### الغرق
في مونتيفيديو بدأ صراع من نوع اخر، انطلقت عيون الإنجليز في كل مكان تراقب كل شاردة وواردة للجراف سبي، ومن فوق السفارة الإنجليزية هناك كان يوجد مكان للرصد. لم يكن من حظ الجراف شبي وجود يوجين ميلينجتون-دريك كدبلوماسي بريطاني في الاوروجواي وقتها، لقد بدأ هذا الرجل حملة دبلوماسية وضغط كبير علي الحكومة هناك لكي تغادر الجراف سبي الميناء في اسرع وقت وهي في موقف ضعيف وتحتاج لاصلاحات لكن ميلينجتون-دريك غيرخطته تماما لقد أصبح احرص الناس على بقاء الجراف سبي في مونتيفيديو، لقد كان يكسب وقتا لكي ترسل اليه لندن قوات بحرية لاتكون لدي الجراف سبي فرصة امامها للمقاومة حتى. وفي الوقت نفسه، كانت الجهود تتضافر بين المخابرات البريطانية أمI6 وميلينجتون-دريك علي قدم وساق لايصال معلومات استخباراتية خاطئة للالمان بأن القوة الإنجليزية التي من المخطط  لها ان تضرب الجراف سبي لازال تتجمع وحشدوا لذلك حاملة الطائرات ارك رويال والطراد أتش أم أس رينيون، بينما كان الطراد كمبرلاند قريبا جدا. في 17 ديسمبر عام 1939، أقدم الكابتن الألماني لانغسدورف قائد السفينة «جراف شبي» على اتخاذ أغرب قرار؛ حيث أخلى السفينة من كل طاقمها، ووضع هياكل جنود، ثم أحرق السفينة وأغرقها في مصب نهر لابلاتا.
كان لانغسدورف يظن خطأً أن سيواجه قوة بحرية بريطانية كاسحة عند خروجه من الميناء؛ فأقدم على قراره تجنباً لخسارة الأرواح في مواجهة محسومة النتيجة مسبقاً، وهو القرار الذي أغضب هتلر.
بعد إغراق أدميرال جراف شبي، أخذ أفراد طاقمها إلى العاصمة الأرجنينية بوينس أيرس؛ حيث انتحر الكابتن لانغسدورف في 19 ديسمبر؛ ليدفن في بوينس أيرس بعد جنازة عسكرية حضرها العديد من الضباط البريطانيين.

### حطام سفينة
تم تفتيت الحطام جزئيًا في الموقع في 1942-1943، على الرغم من أن أجزاء من السفينة لا تزال مرئية ؛ يقع الحطام على عمق 11 متر (36 قدم) فقط.  أشترى البريطانيون حقوق الإنقاذ من الحكومة الألمانية مقابل 14000 جنيه إسترليني، وذلك باستخدام شركة هندسية في مونتيفيديو. كان البريطانيون قد فوجئوا بدقة المدفعية ومن المتوقع العثور على مكتشف مدى الرادار، وهو ما فعلوه. لقد استخدموا المعرفة المكتسبة على هذا النحو لمحاولة تطوير تدابير مضادة، بقيادة فريد هويل في مشروع الرادار البريطاني. شكا الأميرال من المبلغ الكبير المدفوع للحصول على حقوق الإنقاذ.
في فبراير 2004، بدأ فريق إنقاذ العمل على رفع حطام الأدميرال جراف شبي. تم تمويل العملية جزئيًا من قبل حكومة أوروغواي، وجزئيًا من قبل القطاع الخاص لأن الحطام كان يشكل خطراً على الملاحة. تم رفع القسم الرئيسي الأول - وهو جهاز القياس عن بعد الخاص بمدى اكتشاف مدفع 27 طن متري (27 طن كبير؛ 30 طن صغير) - في 25 فبراير.  في 10 فبراير 2006، قرّر رجل الأعمال الفريديو اتشجراي، تمويل عملية استخراج السفينة والتي قامت بها سلطات أوروجواي، وقررت المحكمة العليا في أوروجواي، أن السفينة «أدميرال جراف شبي» وما عليها من كنوز، مِلْك لأوروجواي، وأن من حق «أتشجراي» الحصول على 50% من حصيلة بيع هذه الكنوز؛ نظير تقديمه الدعم المالي.
أهم هذه الكنوز النسر البرونزي لذي يزن 400 طن.

## الحواشي

### اقتباسات
1. ↑  Pope.
2. 1 2 3 4 5 6 7 8 9  Gröner.
3. 1 2 3 4 5 6 7 8 9 10 11 12 13 14 15 16  Bidlingmaier.
4. ↑  Gardiner & Chesneau.
5. 1 2 3 4 5  Williamson.
6. ↑  Whitley.
7. 1 2 3  Slader.
8. ↑  Rohwer.
9. 1 2 3  Jackson.
10. ↑  Simon Mitton, Fred Hoyle, a Life in Science, Chapter 4, Hoyle's Secret War, p. 83, Cambridge University Press (2011)
11. ↑  BBC 2004-02-26.
12. ↑  BBC 2014-12-15.